# 1338 Duponta
1338 Duponta је астероид главног астероидног појаса чија средња удаљеност од Сунца износи 2,263 астрономских јединица (АЈ).
Апсолутна магнитуда астероида је 12,3 а геометријски албедо 0,044.